# Никитино (Зарайский район)
Никитино — деревня в Зарайском районе Московской области, в составе муниципального образования сельское поселение Каринское (до 29 ноября 2006 года входила в состав Авдеевского сельского округа).

## География
Никитино расположено в 6 км на юг от Зарайска, по правому берегу реки Осётр, у впадения притока, малой реки Касяшка, высота центра деревни над уровнем моря — 158 м.

## Население
| 2002 | 2006 | 2010 |
| ---- | ---- | ---- |
| 9    | ↘8   | ↗15  |

## История
Никитино впервые в исторических документах упоминается в XVI веке. В 1790 году в селе числилось 15 дворов и 148 жителей, в 1858 году — 31 двор и 183 жителя, в 1906 году — 40 дворов и 181 житель. В 1932 году был образован колхоз им. Ворошилова, с 1950 года вошёл в колхоз им. Кагановича, с 1961 года — в составе совхоза «Авдеевский».
Деревянная Преображенская церковь в селе была построена в 1676 году. Новое здание, также деревянное, типа восьмерик на четверике, было построено в 1775 году, в 1930-х годах церковь закрыта, на 2016 год находится в руинированном состоянии, памятник архитектуры местного значения.